# Sebastiano Maggi
Sebastiano Maggi, al secolo Salvatico (Brescia, 1414 – Genova, 1496), è stato un religioso italiano. Sacerdote dell'Ordine dei Frati Predicatori, il suo culto come beato è stato confermato da papa Clemente XIII nel 1760.

## Biografia
Figlio del nobiluomo Falco Maggi, nel 1429 abbracciò la vita religiosa nell'ordine dei predicatori tra i frati del convento di San Domenico a Brescia, appartenente alla congregazione osservante di Lombardia, e prese il nome di Sebastiano in luogo di quello di Salvatico, ricevuto al battesimo.
Fu priore di numerosi conventi (Brescia, Mantova, Milano, Cremona, Vicenza, Bologna): mentre dirigeva il  convento di San Domenico a Brescia (1450-1454), si distinse nelle opere di carità in favore della popolazione della città colpita dalla peste; durante il suo priorato in Santa Maria delle Grazie a Milano, promosse la costruzione dell'ospedale di Santa Maria della Rosa. A Milano fu anche direttore spirituale di Ludovico il Moro e Beatrice d'Este.
Mentre era vicario generale della congregazione lombarda introdusse la riforma nel convento romano di Santa Sabina e, con scarso successo, in quello milanese di Sant'Eustorgio. Riassunse nella congregazione i conventi toscani di San Marco a Firenze e San Domenico a Fiesole.
Fu amico e confessore di Girolamo Savonarola, ma il 9 settembre 1495, con breve di papa Alessandro VI, gli fu demandata la causa contro di lui.
Morì durante una visita al convento di Santa Maria di Castello a Genova, dove aveva conosciuto ed era stato il confessore di Caterina Fieschi Adorno.

## Il culto
Il suo corpo, sepolto nella chiesa conventuale di Santa Maria di Castello, fu trovato incorrotto nel 1797 e sistemato in un nuovo altare.
Considerando la fama di santità del Maggi e la testimonianza di miracoli, nel 1753 fu istruito un processo presso la congregazione dei riti. Papa Clemente XIII, con decreto del 15 aprile 1760, ne confermò il culto con il titolo di beato.
Il suo elogio si legge nel martirologio romano al 16 dicembre.